# Tommy McKearney

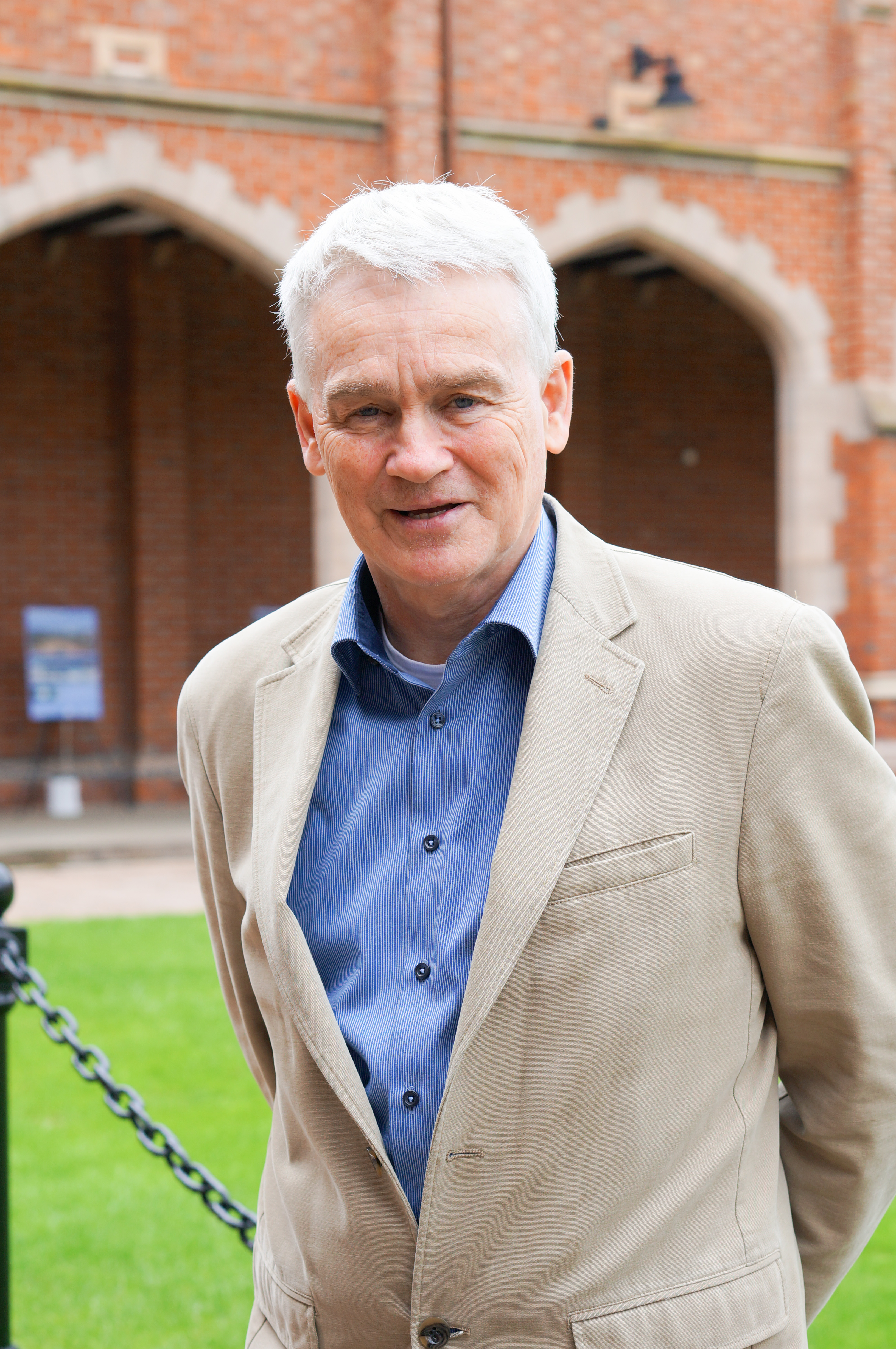
Tommy McKearney (2014)

Tommy McKearney (* 1952 in Lurgan, Nordirland:404) ist ein irischer Republikaner, Sozialist und war ein Mitglied der Provisional Irish Republican Army (IRA).:100–102

## Hintergrund
McKearney wurde in eine Familie mit einer langen irisch-republikanischen Tradition hinein geboren. Sowohl sein Großvater als auch sein Vater kämpften in der Irish Republican Army im Irischen Unabhängigkeitskrieg. Sein Großvater mütterlicherseits war ein stellvertretender Kommandeur in der North Roscommon Brigade.:100–102:129 McKearney verlor drei seiner Brüder im Nordirlandkonflikt. Sean wurde durch die Explosion seiner eigenen Bombe 1974 und Pádraig durch die SAS 1987 getötet. Kevin, der als einziger kein IRA-Mitglied war, wurde 1992 von der Ulster Volunteer Force (UVF) ermordet, während er in der Metzgerei seiner Eltern arbeitete.

## IRA-Mitgliedschaft
Am 9. August 1971, dem Tag als die britische Regierung mit ihrer Internment-Politik – Verhaftungen ohne Gerichtsurteil – begann, erhielt er sein Abschlusszeugnis A-level.:100 McKearney hoffte an der Queen’s University Belfast zu studieren, um Lehrer zu werden. Allerdings waren seine Leistungen nicht gut genug, um mit Sicherheit angenommen zu werden.:100 McKearney beschrieb die Einführung der Internment-Politik als "Tropfen, der das Fass zum Überlaufen brachte" und entschloss sich daraufhin in die East Tyrone Brigade der IRA einzutreten.:101 Mitte der 1970er Jahre wurde er ihr Kommandeur. Am 19. Oktober 1977 verhaftete man ihn wegen des Mordes an Stanley Adams, der ein Briefträger und britischer Teilzeitsoldat des Ulster Defence Regiments (UDR) war. McKearney wurde sieben Tage lang auf Grundlage des Prevention of Terrorism Act verhört und berichtete, dass er während seiner Haft misshandelt wurde. Er erhielt später eine Gefängnisstrafe von mindestens 20 Jahren für den Mord an Adams, nachdem das Gericht durch die Aussage eines Polizeibeamten der Royal Ulster Constabulary (RUC) ein Geständnis akzeptierte, das McKearney jedoch nicht unterschrieben hatte.:206–207

## Hungerstreik
McKearney war am Blanket Protest, Dirty Protest und am Irischen Hungerstreik im Jahr 1980 beteiligt. An diesem Hungerstreik nahmen auch die IRA-Mitglieder Brendan Hughes, Raymond McCartney, Tom McFeeley, Seán McKenna und Leo Green teil, sowie John Nixon, der ein Mitglied der Irish National Liberation Army (INLA) war.:193 Vor dem Beginn des Hungerstreiks unterrichtete er seine Eltern:
Ich lege alle meine Karten auf den Tisch. Ich werde am Hungerstreik teilnehmen. Wenn ich sterbe, möchte ich nach Roscommon zurück und an der Seite meines Großvaters beerdigt werden […] Lasst euch nicht beeinflussen, eure Freunde sind nur in der republikanischen Bewegung. Wenn ich sterbe, darf sich die Familie nicht schämen. Falls auf meiner Beerdigung die Presse sagen sollte:„Schaut wie die IRA Euren Sohn hat sterben lassen“, entgegnet ihnen:„Mein Sohn starb als irischer Soldat, nicht als britischer Krimineller.“
McKearney verweigerte die Nahrungsaufnahme vom 27. Oktober bis zum 18. Dezember 1980 für 53 Tage und hatte nach Aussage eines Arztes nur noch wenige Stunden zu leben, als der Hungerstreik von Brendan Hughes, dem damaligen Befehlshaber und Streikführer der IRA-Gefangenen im Maze Prison, abgebrochen wurde.:232–234

## Entlassung
McKearney wurde im Jahr 1993 nach 16 Jahren Haft entlassen. 2003 trat er in einer Fernsehdokumentation der BBC namens Life After Life mit dem früher ebenfalls zu einer langen Haftstrafe verurteilten ehemaligen UVF-Mitglied Billy Mitchell auf. Nun arbeitet er als freiberuflicher Journalist für Fourthwrite und ist ein Organisator der Independent Workers Union of Ireland.